# Sečovská Polianka
Sečovská Polianka este o comună slovacă, aflată în districtul Vranov nad Topľou din regiunea Prešov. Localitatea se află la altitudinea de 127 m deasupra n.m., se întinde pe o suprafață de 22,1 km2 și în 2017 număra 2.765 de locuitori.

## Istoric
Localitatea Sečovská Polianka este atestată documentar din 1272.

## Demografie
| An:                | 1994 | 2004   | 2014   | 2024   |
| ------------------ | ---- | ------ | ------ | ------ |
| Număr de persoane: | 2560 | 2666   | 2780   | 2619   |
| Diferență:         |      | +4,14% | +4,27% | −5,79% |

| An:                | 2023 | 2024   |
| ------------------ | ---- | ------ |
| Număr de persoane: | 2644 | 2619   |
| Diferență:         |      | −0,94% |